# Русскинская
Русскинская — деревня в России, находится в Сургутском районе, Ханты-Мансийского автономного округа — Югры. Входит в Сельское поселение Русскинская.

## География
Находится на берегу реки Тромъёган.
Климат
Климат резко континентальный, зима суровая, с сильными ветрами и метелями, продолжающаяся семь месяцев. Лето относительно тёплое, но быстротечное.

## Население
| 2010  | 2012  | 2013  | 2014  | 2015  | 2016  | 2017  |
| ----- | ----- | ----- | ----- | ----- | ----- | ----- |
| 1686  | ↘1658 | ↘1639 | ↘1585 | ↘1551 | ↘1542 | ↘1532 |
| 2018  | 2019  | 2020  | 2021  |       |       |       |
| ↗1569 | ↘1557 | ↗1563 | ↗1880 |       |       |       |

Население на 1 января 2008 года составляло 1691 человек.

## Инфраструктура
- Центр досуга и творчества
- Средняя общеобразовательная школа
- Этнический лагерь дневного пребывания детей коренных народов Севера. Большое внимание уделяется традиционным видам деятельности: охотничьему делу, рыболовству, ветеринарии[13].
- Музей природы и человека имени Ядрошникова Александра Павловича. Создан в мае 1989 года на основе таксидермической коллекции энтузиаста и охотоведа А. П. Ядрошникова. В 2010 году музей по итогам народного голосования признан одним из семи чудес Тюменской области и вошёл в число десяти наиболее интересных туристических объектов УрФО[14]
- Центр национальной культуры
- Молодёжный центр
- Арт-парк «Этноград», в основу создания которого легли легенды народов Севера, а проект парка разрабатывался на основе детских эскизов и предложений[15].
- Оздоровительный детский лагерь "Кар-Тохи".
- Дом Юли Насоновой
- Оптоволокно в каждой юрте
- Подростковый лагерь "Кар-тошки"
- Взрослый лагерь "Пю-реха"

## Русская православная церковь
Храм.